# Batalla de Poitiers
```

```

|  | Aquest article tracta sobre el combat de la Guerra dels Cent Anys. Si cerqueu la victòria franca sobre els musulmans l'any 732, vegeu «Batalla de Tours». |

La batalla de Poitiers va ser lliurada entre el Regne d'Anglaterra i el Regne de França el 19 de setembre del 1356, resultant en la segona de les tres grans victòries angleses a la Guerra dels Cent Anys.

## Antecedents

Maniobres militars prèvies a la batalla

El 8 d'agost del 1356 Eduard de Woodstock, conegut com el Príncep Negre començà una gran ràtzia cap al nord des de la base anglesa a Occitània, per intentar rellevar les guarnicions aliades al centre de França, així com per a saquejar i destruir les viles de zones rurals aliades del rei de França.
L'inici de la campanya va anar bé sense trobar-se gaire resistència, i les seves forces anglogascones reduïren nombrosos pobles a cendres, vivint de la terra, fins que arribaren al Loira a l'altura de Tours, on el seu exèrcit no va poder prendre el castell ni va poder incendiar el poble a causa d'una forta tempesta.
El retard a Tours donà temps al rei Joan II de França per intentar atrapar el seu exèrcit i eliminar-lo. El rei, que s'havia enfrontat amb Joan de Gant, duc de Lancaster, a Normandia, disposà la majoria del seu exèrcit a Chartres, al nord de l'assetjada Tours, deixant-se entre 15.000 i 20.000 de la seva infanteria per a arribar més ràpidament a la posició del Príncep Negre. Això feu que els dos exèrcits fossin sorprenentment similars en nombre, un fet inusual durant la Guerra dels Cent Anys.

## Ordre de Batalla
En rebre les notícies de l'exèrcit francès en moviment, el Príncep Negre decidí que tocava una retirada. Va marxar cap al sud i va ser perseguit àvidament per Joan II de França. Els francesos atraparen els anglesos unes quantes milles al sud-oest de Poitiers. Essent un veterà de la batalla de Crécy, en què havia lluitat amb només setze anys, el Príncep Negre va fer servir el mateix esquema tàctic utilitzat en aquella batalla. Va fer adoptar a les seves tropes una posició marcadament defensiva, en un terreny pla envoltat d'obstacles naturals, tals com un rierol a l'esquerra i un bosc al darrere. Els carros de provisions, amb una gran quantitat de botí, es van quedar al costat de l'antiga via romana, la ruta principal de Poitiers a Bordeus, per assegurar-se protecció al seu feble flanc dret. Tots els homes desmuntaren i es van organitzar en dues, potser tres unitats, amb els seus arquers d'arc llarg gal·lesos disposats en una formació en V a ambdós flancs. El Príncep Negre va mantenir una petita unitat de cavalleria, comandada per Jean de Grailly, el Captal de Buch, amagada al bosc a la rereguarda.
Les forces franceses atacants foren dividides en quatre parts. Al davant hi havia uns 300 cavallers d'elit, comandats pel general Jean de Clermont i acompanyats per piquers mercenaris alemanys. L'objectiu d'aquest grup era carregar contra els arquers anglesos i eliminar l'amenaça que suposaven. Anaven seguits per tres grups d'infanteria (en aquest cas, cavalleria desmuntada) comandats pel delfí, (més endavant Carles V de França), el Felip d'Orleans i el rei Joan.

## Batalla
Des del principi de la batalla, els anglesos simularen una retirada a llur flanc esquerre. Això va provocar una ràpida càrrega dels cavallers francesos de Arnoul d'Audrehem contra els arquers. Tanmateix, ja s'esperaven això i ràpidament van atacar l'enemic, especialment els cavalls, amb una pluja de fletxes. Froissart escriu que l'armadura dels cavallers francesos era invulnerable a les fletxes angleses, que o bé lliscaven de l'armadura o s'esberlaven en impactar. L'armadura dels cavalls, tanmateix, era feble als costats i al darrere, de manera que els arquers anglesos es mogueren als costats de la cavalleria i dispararen els cavalls als flancs. Els resultats foren devastadors. Aquest atac va ser continuat per la infanteria del delfí, que s'involucrà en una intensa lluita, però que retrocedí per reagrupar-se.
La següent onada d'infanteria, comandada per Felip d'Orleans, en veure que els homes del delfí no atacaven, es va girar i va fugir presa del pànic. Això deixà aïllades les forces que estaven comandades pel rei Joan II de França mateix. Aquesta era una força formidable, i els arquers gal·lesos ja no tenien més fletxes: els arquers s'uniren a la infanteria en la batalla i uns quants de cada agafaren cavalls per a formar una improvisada cavalleria. El combat va ser intens, però el Príncep Negre encara tenia una reserva mòbil oculta al bosc, que va ser capaç de sorprendre i atacar els francesos pels costats i la rereguarda. Els francesos temeren aquest encerclament i intentaren fugir. El rei Joan fou capturat amb tots els que l'envoltaven.

## Conseqüències
El resultat va ser una decisiva derrota francesa, no només en termes militars: es va demanar al regne de França un rescat equivalent a dues vegades el producte nacional anual per a tenir de nou el seu rei, una suma impossible que va causar que Joan II de França morís presoner a Anglaterra. En moltes maneres, Poitiers va ser una repetició de la batalla de Crécy, mostrant una vegada més que les tàctiques i l'estratègia poden superar una lleugera diferència en nombre.